# Buitengewoon opsporingsambtenaar

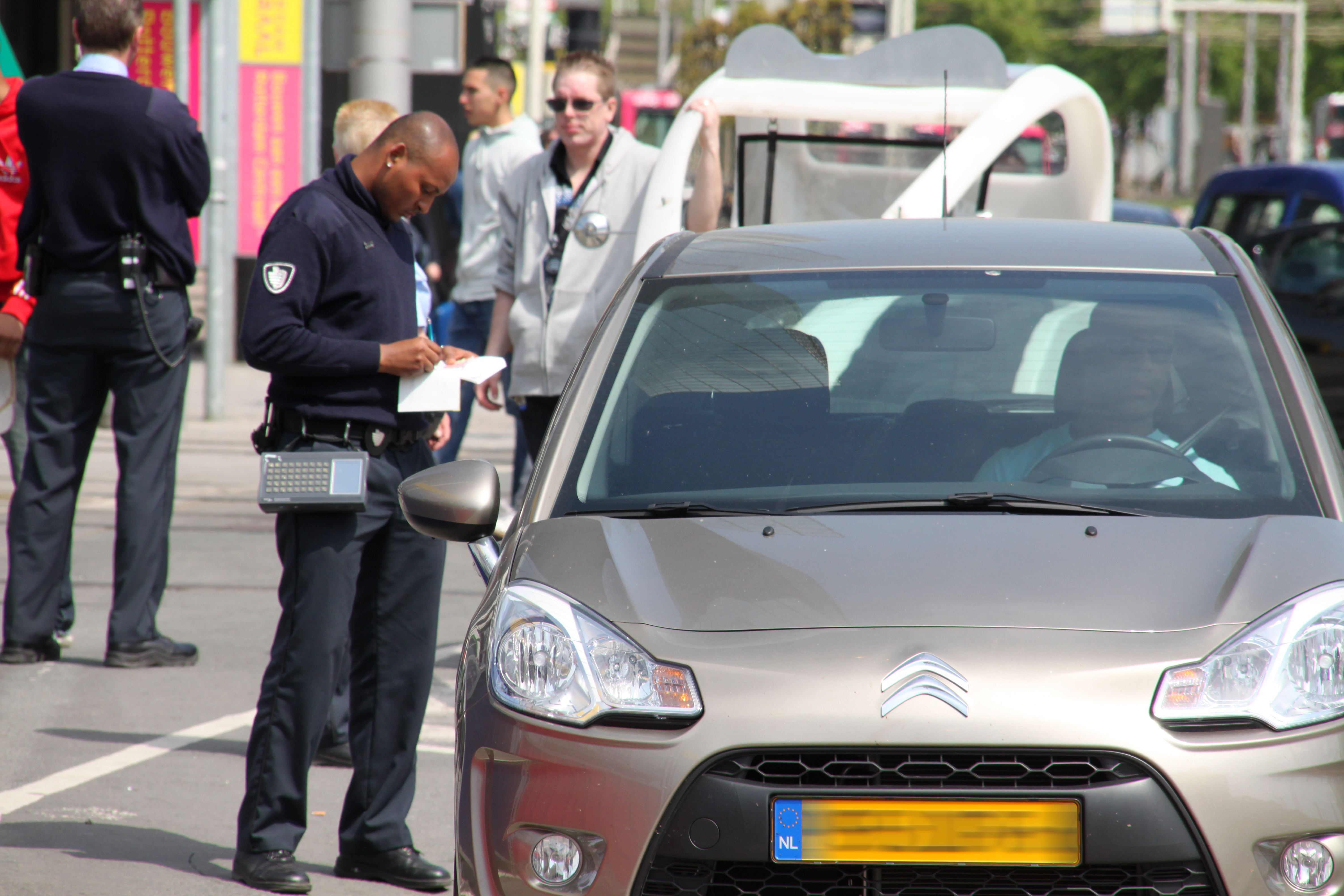
Een boa van de gemeente Rotterdam schrijft een bekeuring uit aan een automobilist.

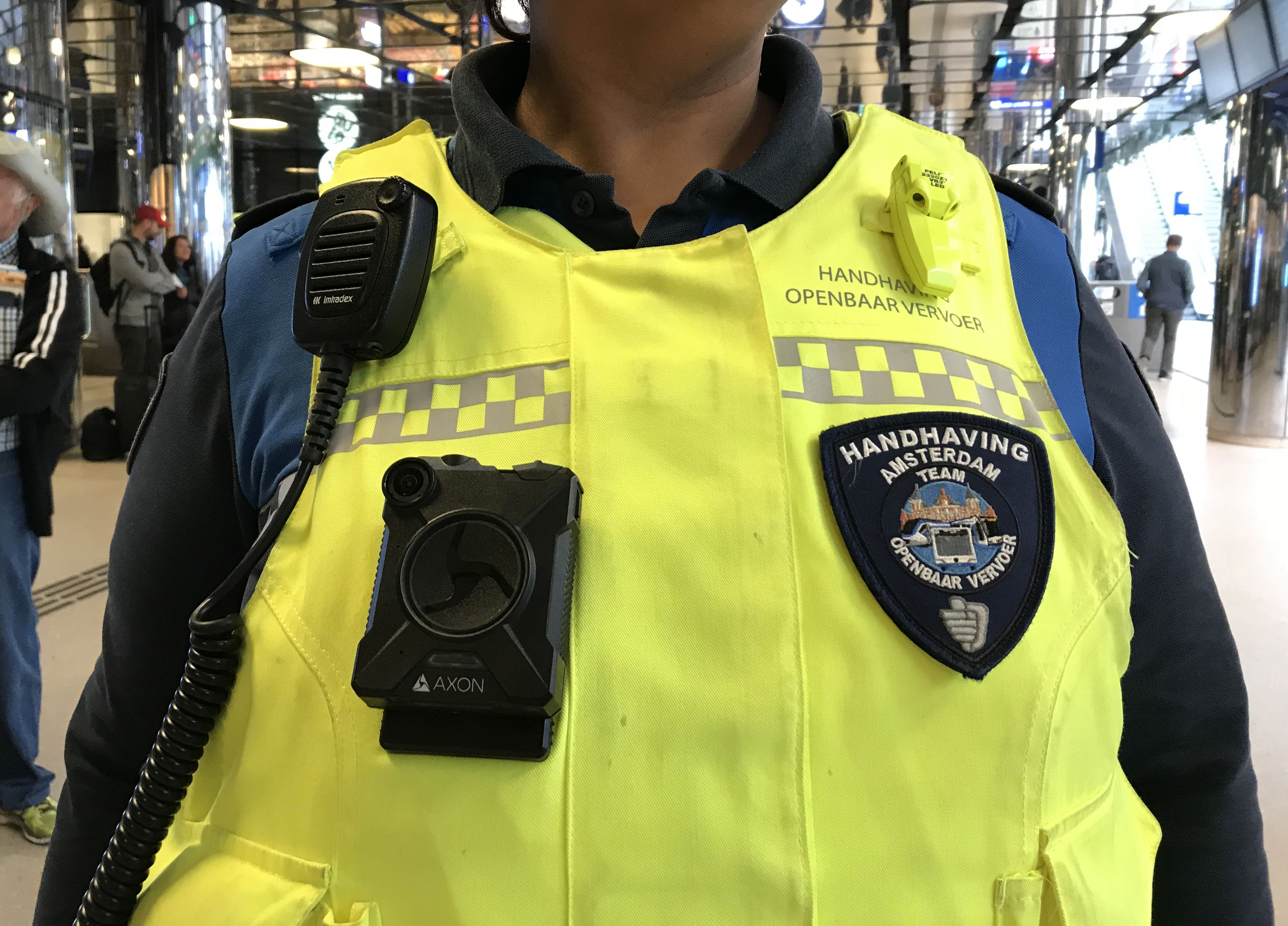
Amsterdamse boa van het team voor handhaving in het openbaar vervoer

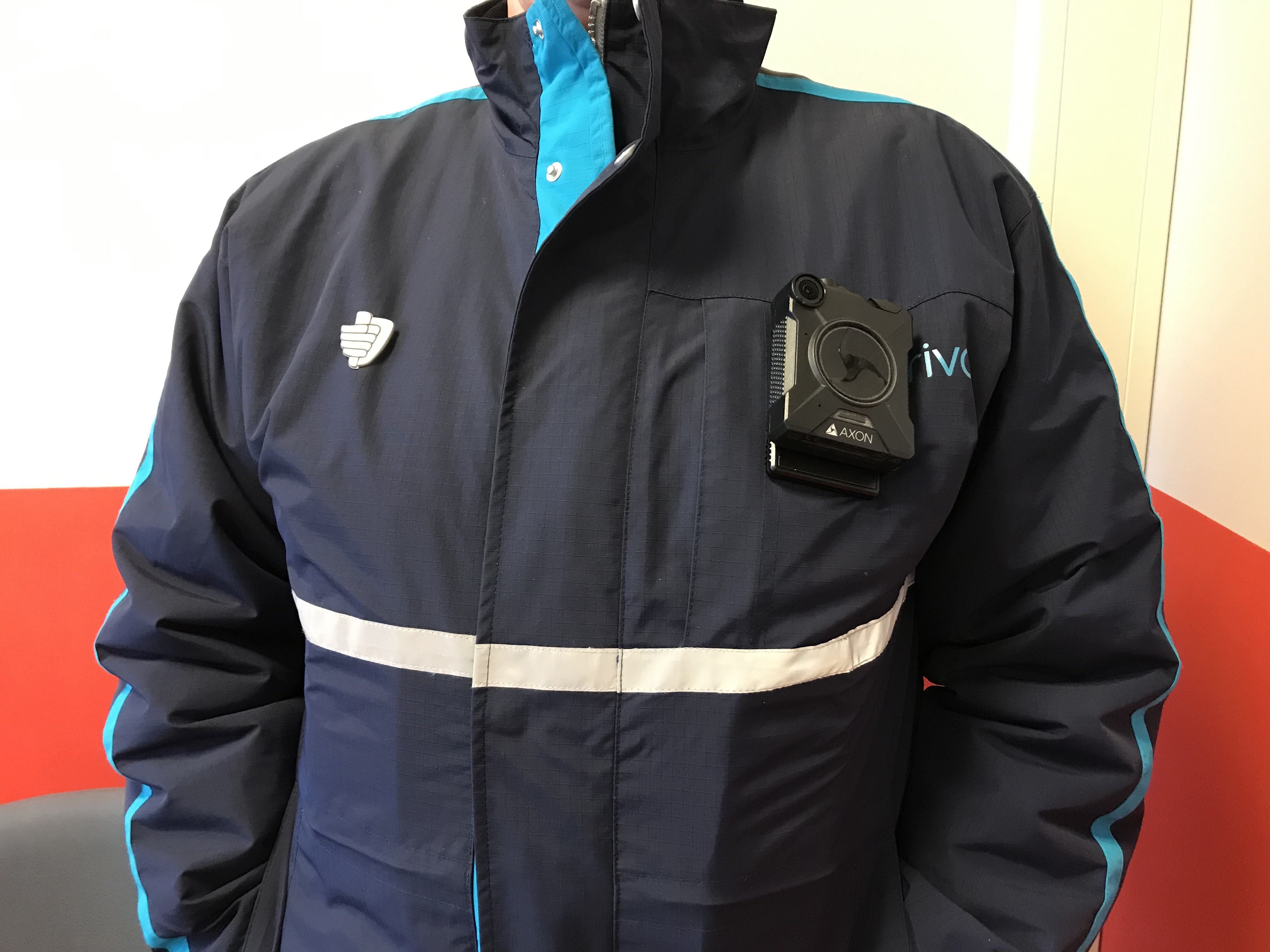
Treinsteward van Arriva met boa-bevoegdheid

Een buitengewoon opsporingsambtenaar (afgekort: boa) is in Nederland een beëdigd functionaris die is bevoegd tot de opsporing van bepaalde, meestal een beperkt aantal of een specifieke groep, strafbare feiten. Dit in tegenstelling tot algemene opsporingsambtenaren, die bevoegd zijn tot de opsporing van nagenoeg alle strafbare feiten. Voorbeelden van buitengewoon opsporingsambtenaren zijn gemeentelijke handhavers, sociaal rechercheurs, boswachters, milieuambtenaren, leerplichtambtenaren en medewerkers Veiligheid & Service van de treinvervoerders.
In veel gevallen hebben buitengewoon opsporingsambtenaren een functie die mede de handhaving van de leefbaarheid en overlast omvat. Een deel van deze handhavers heeft ook geweldsbevoegdheden en soms ook geweldsmiddelen zoals handboeien, wapenstok, pepperspray en een vuurwapen.
Er zijn in Nederland ruim 23.000 boa's werkzaam bij 1100 verschillende instanties.

## Domeinen
De verschillende functies en opsporingsbevoegdheden die een boa kan hebben zijn ondergebracht in 6 zogenoemde domeinen (werkterreinen):
1. Openbare ruimte (gemeenteboa's ca 4000)
2. Milieu, welzijn en infrastructuur (waaronder ca 750 Boa's in het groen)
3. Onderwijs
4. Openbaar vervoer (ca 4300)
5. Werk, inkomen en zorg
6. Generieke opsporing (ca 7000)

Een boa kan in maximaal twee domeinen werken, maar alleen als de boa bij twee verschillende werkgevers in dienst is en voldoet aan de bekwaamheidseisen van de twee domeinen.

## Soorten buitengewoon opsporingsambtenaren
Personen die de boa-status kunnen hebben zijn onder andere:
- I. Openbare ruimte
  - Handhaver
  - Parkeercontroleur
- II. Milieu, welzijn en infrastructuur
  - Jachtopziener
  - Inspecteur omgevingsdienst
  - Inspecteur waterschap
  - Inspecteur Inspectie Leefomgeving en Transport (ILT)
  - Boswachter
  - Medewerker bouw- en woningtoezicht
  - Inspecteur Inspectiedienst[2]
- III. Onderwijs
  - Leerplichtambtenaar
- IV. Openbaar vervoer
  - Veiligheid & Service medewerker
  - Controleur openbaar vervoer, boa-OV
  - Buitengewoon opsporingsambtenaar in dienst van een bedrijf, bijvoorbeeld ProRail
  - Buitengewoon opsporingsambtenaar in dienst van een gemeente en belast met handhaving openbare orde, bijvoorbeeld het veiligheidsteam openbaar vervoer van de gemeente Amsterdam
- V. Werk, inkomen en zorg
  - Medewerker van de Arbeidsinspectie
  - Sociale rechercheur
- VI. Generieke opsporing
  - Medewerker Dienst Vervoer & Ondersteuning (DJI)
  - Medewerker Belastingdienst / Douanebeambte
  - Weginspecteurs van Rijkswaterstaat, beperkte bevoegdheid, Dienst Verkeers- en Watermanagement
  - NVWA-ambtenaar
  - Boa in dienst bij politie

Boa's bij de politie hebben geen politierang. Wel hebben de boa's van politie net als alle andere buitengewoon opsporingsambtenaren bevoegdheden, zoals het staandehouden en aanhouden van verdachten en het opsporen van strafbare feiten waarvoor zij zijn aangewezen. Aan boa's kunnen door de Minister van Veiligheid en Justitie bepaalde bevoegdheden die in beginsel zijn voorbehouden aan de ambtenaren van politie aangesteld voor de uitvoering van de politietaak, zoals gebruik van geweld, worden toegekend.
Boa's bij de politie zijn als zij in uniform gekleed zijn veelal te herkennen aan het politielogo op hun schouder. Dit logo is echter ook in gebruik voor medewerkers van de politie die niet over opsporingsbevoegdheid beschikken. Vóór de invoering van het nieuwe politie-uniform in 2013 waren er verschillende onderscheidingstekens voor verschillende diensten. Deze zijn nu alle samengevoegd tot één teken ("het vlammetje").
Niet alle boa's werken in uniform. Als zij in burgerkleding werken, dienen zij zich bij hun optreden ongevraagd te legitimeren.

## Bevoegdheden
Niet elke boa heeft dezelfde bevoegdheden. De Beleidsregels Buitengewoon Opsporingsambtenaar bepalen over welke politiebevoegdheden en geweldsmiddelen boa's in de verschillende domeinen in beginsel kunnen beschikken. De akte van opsporingsbevoegdheid van een buitengewoon opsporingsambtenaar bepaalt of deze specifieke ambtenaar bepaalde politiebevoegdheden (geweldgebruik en veiligheidsfouillering) heeft en eventueel welke geweldsmiddelen deze ambtenaar mag gebruiken.
Bevoegdheden die een boa kan hebben:
- Staandehouden van een verdachte, ter zake het vaststellen van de identiteit, of indien het wetboek van strafvordering dit toestaat;
- Het opmaken van een proces-verbaal, (proces-verbaal van aanhouding, combibonnen, proces-verbaal van bevindingen, parkeerbon (fiscaal), uitstellen van betalingen);
- Aanhouden van een verdachte, waarna de voorgeleiding plaatsvindt;
- Betreden van plaatsen, zoals bedoeld in de Algemene wet op binnentreden;
- Toezichthouden op basis van de Algemene wet bestuursrecht (Awb);
- Het geven van vorderingen, aanwijzingen of bevelen;
- Alle bevoegdheden die een politieagent (een algemeen opsporingsambtenaar) ook heeft, indien dit in de akte van opsporingsbevoegdheid is vermeld;
- Het dragen van handboeien, het gebruik mogen maken van fysiek geweld, het dragen van geweldsmiddelen of wapens en het uitoefenen van een fouillering;
- Het geven van verkeersgerelateerde boetes zoals foutparkeren, zoals het negeren van een rood kruis op een matrixbord of rood verkeerslicht, rijden over de vluchtstrook, parkeren op de vluchtstrook etc.;

Een buitengewoon opsporingsambtenaar kan een proces-verbaal op ambtseed of ambtsbelofte opmaken, dat bewijskracht heeft. Dit in tegenstelling tot een (schriftelijke) verklaring van een willekeurige burger.

## Gewelds- en politiebevoegdheden
Een boa heeft niet altijd de beschikking over geweldsbevoegdheden en/of geweldsmiddelen. Deze dienen naast de akte van opsporing te worden aangevraagd bij de Minister van Veiligheid en Justitie. De geweldsmiddelen worden in de regel alleen toegekend als de noodzaak daarvoor kan worden aangetoond. De Minister vraagt over het verstrekken van geweldsmiddelen advies van de lokale politiechef en Hoofdofficier van Justitie.
De mogelijke bewapening van boa's verschilt per opsporingsdomein.
- Domein 1 - Openbare Ruimte (Boa moet in bezoldigde  dienst zijn van overheid; onbezoldigde of ingehuurde boa's kunnen enkel worden uitgerust met handboeien.)
  - Handboeien
  - Wapenstok
  - Pepperspray
- Domein 2 - Milieu, Welzijn en Infrastructuur (Boa moet in bezoldigde dienst zijn van overheid; onbezoldigde of ingehuurde boa's kunnen enkel worden uitgerust met handboeien.)
  - Handboeien
  - Wapenstok
  - Pepperspray
  - Surveillancehond
  - Vuurwapen
- Domein 3 - Onderwijs
  - Handboeien
- Domein 4 - Openbaar Vervoer (Boa moet in bezoldigde dienst zijn van overheid; onbezoldigde of ingehuurde boa's kunnen alleen met handboeien worden uitgerust.)
  - Handboeien
  - Wapenstok
- Domein 5 - Werk, Inkomen en Zorg
  - Handboeien
- Domein 6 - Generieke Opsporing
  - Handboeien
  - Wapenstok
  - Pepperspray
  - Surveillancehond
  - Vuurwapen

## Wettelijke regeling
Er werd in 1994 een uniforme regeling voor buitengewoon opsporingsambtenaren opgenomen in het Wetboek van Strafvordering, als artikel 142. Deze verving meerdere afzonderlijke regelingen. De bevoegdheid van algemene opsporingsambtenaren is geregeld in artikel 141. Het algemeen toezicht is ondergebracht bij het Ministerie van Justitie, Dienst Justis (Justitiële uitvoeringsdienst Toetsing, Integriteit & Screening).

## Bekwaamheid en betrouwbaarheid
Elke buitengewoon opsporingsambtenaar moet voor de aanvraag van een akte van opsporingsbevoegdheid een examen afleggen met theorievragen over strafrecht, strafprocesrecht en staatsrecht en daarnaast moet de kandidaat een examen afleggen met theorievragen over het proces-verbaal. Een buitengewoon opsporingsambtenaar die in het openbaar vervoer werkzaam is, moet een proces-verbaal schrijven. Dit examen moet om de vijf jaar herhaald worden. Daarnaast kan er uiteraard een functie-specifieke opleiding vereist zijn.
Buitengewoon opsporingsambtenaren worden voor hun benoeming gescreend, waarbij met name naar de eventuele aanwezigheid van een strafblad gekeken wordt. De betrouwbaarheid van de betrokken persoon is een van de vereisten voor de beëdiging (artikel 2 Besluit Buitengewoon Opsporingsambtenaar BBO). Op grond van de circulaire van het Ministerie van Justitie van 14 mei 2007 moet sindsdien ook bij de verlengingsaanvraag een verklaring omtrent het gedrag (VOG) worden overgelegd. Sinds 1 juli 2022 is dit zelfs de VOG-P(olitiegegevens), waarbij bij de beoordeling niet alleen naar informatie afkomstig uit de registers van de justitiële documentatie wordt gekeken maar ook en naar informatie van de politie. In het algemeen geldt de regel dat in de periode van tien jaar voorafgaande aan de aanvraag de betrokken persoon niet strafrechtelijk mag zijn veroordeeld en hij mag ook geen transactie hebben betaald voor een feit, dat als een misdrijf strafbaar is gesteld.
Om te bepalen of iemand wel of geen een VOG krijgt, wordt gebruikgemaakt van screeningsprofielen. In een screeningsprofiel staat beschreven waarop de aanvrager van een VOG moet worden getoetst. Het risicoprofiel voor boa’s schrijft voor dat ze over een hoge mate van integriteit moeten beschikken, aangezien ze over opsporings- en geweldsbevoegdheden beschikken. Daarnaast geldt voor boa’s een terugkijktermijn van 10 jaar in plaats van de reguliere 4 jaar. Dat wil zeggen dat alle strafbare feiten die de boa de afgelopen 10 jaar heeft gepleegd, worden meegewogen. Voor zeer ernstige feiten, zoals zware geweldsmisdrijven en zedendelicten, is de terugkijktermijn onder bepaalde voorwaarden onbeperkt.
Bij de screening van boa’s worden niet alleen onherroepelijke veroordelingen betrokken, maar ook dagvaardingen, kennisgevingen van (niet) verdere vervolging en beleidssepots. Daarnaast kunnen er adviezen en informatie van de politie en het Openbaar Ministerie worden gebruikt. Dit gebeurt nu vooral wanneer de gegevens uit het Justitieel Documentatie Systeem (‘het strafblad’) daar aanleiding toe geven. Als iemand een opsporingsbevoegdheid heeft, kan tussentijds altijd worden gecontroleerd op nieuwe antecedenten. De opsporingsbevoegdheid vervalt als blijkt dat de betrouwbaarheid voor de uitvoering van opsporingsbevoegdheden niet meer aanwezig is.

## Herkenbaarheid
Het herkenningsteken van boa's is een zilverkleurig insigne dat een hand uitbeeldt die een staf/scepter omvat met daarachter een schild. Het insigne is in de loop van 2007 ingevoerd en vanaf 1 januari 2008 verplicht voor alle boa's die in uniform of bedrijfskleding zichtbaar werkzaam zijn in het publieke domein, met uitzondering van boa's bij douane, politie en de Koninklijke Marechaussee en enkele groepen die ontheffing van de draagplicht hebben, bijvoorbeeld omdat zij bij een opsporingsonderzoek juist niet als opsporingsambtenaar herkend mogen worden.
Het insigne dient om het voor de burger duidelijk te maken dat iemand bijzondere bevoegdheden heeft, zoals identiteitscontrole, boetes uitschrijven en het gebruiken van geweld. Door middel van dit insigne kunnen boa's worden onderscheiden van bijvoorbeeld politiemensen die algemeen opsporingsambtenaar zijn en van particuliere beveiligers.
Voor de  gemeentelijke boa's werkzaam in het domein Openbare Ruimte is sinds 2015 een modeluniform vastgesteld door de Vereniging van Nederlandse Gemeenten. Dit is gedaan om de herkenbaarheid van de handhavers te vergroten. Daarvoor had iedere gemeente een eigen uniform. Dit zorgde bij de burger vaak voor verwarring. Gemeenten zijn niet verplicht het nieuwe uniform te gebruiken, maar veel gemeenten volgen de trend dit wel te doen. Het uniform is geïnspireerd op het uniform van de Spaanse gemeentepolitie (Policia Local). Er werd ook een nieuwe huisstijl voor voertuigen vastgesteld.
Bij de implementatie van het landelijk uniform is er ook een landelijke stijl in 'functie onderscheidingtekens' deze geven zeven functieprofielen aan:
- Lege schuifpassant: Ondersteuner (Ondersteunend personeel)
- Een streep: Aspirant (Ondersteunend personeel)
- Twee strepen: Toezichthouders (Ondersteunend personeel)
- Drie strepen: Junior handhaver (Operationeel personeel)
- Drie strepen en een kroon: Medior handhaver (Operationeel personeel)
- Eén balk en een kroon: Senior handhaver (Tactisch personeel)
- Twee balken en een kroon: Teamleider (Strategisch personeel)